# Invaze z budoucnosti
Invaze z budoucnosti (v anglickém originále Goobacks) je sedmý díl osmé řady amerického animovaného televizního seriálu Městečko South Park.

## Děj
Imigranti ze vzdálené budoucnosti z roku 4035 cestují časem a zaseknou se v naší přítomnosti, aby si na Zemi našli práci. Když začnou lidé z města ztrácet práci, začnou hledat způsob, jak je zastavit. A nápad se našel. Všichni muži se přeorientují na homosexuály a začnou mít na časové hranici sexuální styk, jen aby nemohli vzniknout další lidé.